# Quattrino
Il quattrino è una moneta usata a partire dal medioevo in varie zone d'Italia. Fu battuta dal XIII al XIX secolo da quasi tutte le zecche italiane.
Solitamente aveva poco valore. In epoche antecedenti il XVI secolo era coniata in una lega a bassa percentuale di argento definita mistura. Papa Clemente VIII (1592-1605) iniziò a coniarla anche in rame. Successivamente fu prodotta solo in rame.
Aveva il valore di quattro (da cui il nome) pìccioli (cioè piccoli denari); 3 quattrini formavano un soldo. In Toscana 5 quattrini formavano una crazia, mentre a Napoli era la quarta parte del grano (moneta).
Durante il regno di Leopoldo II di Toscana il valore delle monete in circolazione era il seguente:

| Ruspone (oro) | Zecchino (oro) | Francescone (argento) | Fiorino (argento) | Paolo (argento) | Crazia (mistura) | Soldo (rame) | Duetto (rame) | Quattrino (rame) |
| ------------- | -------------- | --------------------- | ----------------- | --------------- | ---------------- | ------------ | ------------- | ---------------- |
| 1             | 3              | 15                    | 60                | 150             | 1200             | 2000         | 3000          | 6000             |
| 6000          | 2000           | 400                   | 100               | 40              | 5                | 3            | 2             | 1                |

Con il passare del tempo divenne sinonimo di poco valore o di soldi in generale come il proverbio che cita Pinocchio al Gatto e la Volpe 
(Le avventure di Pinocchio, Collodi)
A Milano fu chiamata popolarmente quattrino del pettine (o del pettinino) la moneta coniata sotto Napoleone nel regno d'Italia. Il nome veniva dalla corona rappresentata al rovescio, che era interpretata come un pettine.